# 明円卓
明円 卓（みょうえん すぐる、1989年〈平成元年〉7月21日 - ）は、日本のクリエイティブディレクター、CMプランナー。

株式会社kakeru 代表取締役、株式会社JANAI 代表取締役。株式会社チョコレイト所属。

## 経歴
1989年北海道滝川市生まれ。2014年3月に立教大学社会学部を卒業。同年4月に株式会社電通へ入社。CMプランニングやコピーライティングを軸に統合コミュニケーションプランナーとして活動。2019年にデジタルハリウッド大学の客員教授就任。
2020年6月に株式会社電通を退社し、同年7月に株式会社kakeruを創業、株式会社JANAIの代表取締役に就任。CHOCOLATEにも参画。同年8月には東京・恵比寿にJANAI COFFEEを開業。店舗の仕組みやコンセプトがSNSで話題となった。
2023年には企画やイベントを実施する、体験クリエイティブチームentakuを結成。

## 主な企画
- 2019年8月：JANAI COFFEE
- 2022年8月：SNSことば辞典
- 2022年10月：やだなー展
- 2022年12月：どっちかといえばこっち展
- 2023年4月：友達がやってるカフェ／バー
- 2023年4月：やだなー本
- 2023年6月：いい人すぎるよ展
- 2023年8月：JANAI GAMES
- 2023年9月：みんなどんな感じ？展
- 2023年10月：いい人すぎるよ展＆やだなー展2nd
- 2023年11月：言葉のない喫茶店
- 2023年11月：いい人すぎるよ美術館／切ないすぎるよ博物館
- 2024年2月：TYB缶

## 人物
血液型はO型。広告オタク。競馬と火鍋が好き。一日五食。
趣味で展示を定期的に主催していて、これまでに「映える展」「こんな感じだったと思う展」などを開催。